# Gmina Sienno
Gmina Sienno es una gmina rural en el Distrito de Lipsko, Voivodato de Mazovia, en el centro-este de Polonia. Su sede es el pueblo de Sienno, que se encuentra aproximadamente a 15 kilómetros (9 millas) al suroeste de Lipsko y 130 km (81 millas) al sur de Varsovia.
La gmina cubre un área de 147,15 kilómetros cuadrados (56,8 millas cuadradas), y a partir de 2006 su población total es de 6 377.

## Aldeas
Gmina Sienno contiene las aldeas y asentamientos de Adamów, Aleksandrów, Aleksandrów Duży, Bronisławów, Dąbrówka, Dębowe Pole, Eugeniów, Gozdawa, Hieronimów, Janów,Jaworska Wola, Kadłubek, Karolów, Kochanówka, Krzyżanówka, Leśniczówka, Ludwików, Nowa Wieś, Nowy Olechów, Osówka, Piasków, Praga Dolna, Praga Górna, Sienno, Stara Wieś, Stary Olechów, Tarnówek, Trzemcha Dolna, Trzemcha Górna, Wierzchowiska Drugie, Wierzchowiska Pierwsze, Wodąca, Wyględów, Wygoda y Zapusta.
Gmina Sienno limita con las gminas de Bałtów, Bodzechów, Brody, Ciepielów, Kunów, Lipsko, Rzeczniów y Tarłów.